# Gunungiella berduri
Gunungiella berduri is een schietmot uit de familie Philopotamidae. De soort komt voor in het Oriëntaals gebied.